# Коушатта (индейская резервация)
Коушатта (англ. Coushatta Indian Reservation) — индейская резервация, расположенная в юго-западной части штата Луизиана, США, одна из двух резерваций племени коасати, вторая находится в Техасе.

## История
Когда европейцы впервые столкнулись с коасати, они жили на территории современных штатов Теннесси, Джорджия и Алабама. В XVIII веке они стали частью могущественной Конфедерации криков. Несмотря на союз с другими маскогскими народами, коасати сохраняли свою собственную культуру и язык, и на протяжении всего XVIII века их вожди играли важную роль в политике всей конфедерации.
Часть коасати, около 400 человек, в 1797 году отделилась от Конфедерации криков и отправилась в Испанскую Луизиану. Весной 1804 года к ним присоединилась еще одна группа коасати из 450 человек. В течение следующих нескольких десятилетий они перемещали свои деревни с места на место, пересекая реки Ред-Ривер, Сабин и Тринити, пытаясь оставаться в нейтральных отношениях с французскими, испанскими, американскими и мексиканскими властями. В 1880-х годах группа примерно из 300 коасати поселилась на территории современного прихода Аллен, в районе, к северу от города Элтона.
В 1935 году правительство США впервые предоставило финансирование на обучение детей коасати, а в 1945 году предложило членам племени медицинскую помощь по контракту. Затем, в 1953 году, несмотря на более ранние соглашения с коасати, Бюро по делам индейцев прекратило все услуги общине без одобрения Конгресса или согласия племени. В 1970 году лидеры коасати начали обращаться в Индейскую службу здравоохранения с просьбой вновь оказывать медицинскую помощь членам племени. Эти усилия увенчались успехом в 1972 году, в том же году, законодательное собрание штата Луизиана официально признало племя, а в июне 1973 года племя коасати из Луизианы, под руководством председателя племени Эрнеста Сайки, вновь получило федеральное признание.
В 1990 году племя оказалось вовлечено в скандал, вызванный деятельностью бизнесмена по имени Джек Абрамофф. Коасати воспользовались его содействием для организации игорного бизнеса, однако Абрамофф существенно завышал тарифы на свои услуги, а также тайно лоббировал конкурентов с тем, чтобы повысить себе гонорар. В результате своих манипуляций, Абрамофф был приговорён к тюремному заключению.

## География
Резервация расположена в штате Луизиана в южной части прихода Аллен, её территория состоит из семи отдельных небольших участков земли. Общая площадь Коушатты составляет 4,31 км², из них 4,29 км² приходится на сушу и 0,019 км² — на воду. Штаб-квартира племени находится в городе Элтон.

## Демография
В 1990-х годах население резервации составляло около 400 человек. В 2019 году в Коушатте проживало 99 человек. Расовый состав населения: белые — 23 чел., афроамериканцы — 4 чел., коренные американцы (индейцы США) — 54 чел., азиаты — 0 чел., океанийцы — 0 чел., представители других рас — 0 чел., представители двух или более рас — 18 человек. Испаноязычные или латиноамериканцы любой расы составили 11 человек. Плотность населения составляла 22,97 чел./км².

## Комментарии
1. ↑  Сам город не входит в состав резервации, а является лишь штаб-квартирой племени.